# Helioporidae
Хелопоридові (Helioporidae) — монотипна родина коралових поліпів (Anthozoa) ряду Хеліопораєві (Helioporacea). Поширені в Індо-Тихоокеанському регіоні як звичайний компонент спільнот  коралових рифів. Сний корал — єдиний представник родини та всього підкласу восьмипромінних коралів, який утворює масивний зовнішній вапняний скелет. Крім карбонату кальцію в ньому присутні солі заліза, що додають матеріалу характерний блакитний відтінок. Поліровані фрагменти скелетів блакитних коралів використовують для виготовлення прикрас.

## Морфологія
Хелопоридові  колоніальні організми, тіло яких розпластайте по його виділеному ними вапняковому скелету. При цьому товщина живої частини колонії не перевищує декількох міліметрів, тоді як розмір зовнішнього скелета може доходити до півметра. У межах колонії мініатюрні зооїди розташовуються на деякій відстані один від одного в особливих чашоподібних утвореннях на поверхні скелета — коралітах. Кишечники зооїдоів з'єднані між собою мережею пронизуючих загальне тіло колонії каналів — соленей. У клітинах епідермісe блакитних коралів живуть зооксантелли — водорості-симбіонти, які беруть участь в утворенні кристалів арагоніту, який бере участь в будові скелету. Для збільшення швидкості росту скелетних структур, прилежна до скелету поверхня тіла колонії значно збільшена в площі завдяки утворенню численних тонких пальцеподібних виростів — Дивертикулів.

## Класифікація
В родині налічується тільки один рід, в ньому нараховують тільки один вид Блакитний корал (Heliopora coerulea, або Херліопора синя). Були деякі відомості про інші види єдиного роду родини, але вони виявились помилковими і належали до класу Hydrozoa.
- Єдиний живий рід Heliopora de Blainville, 1830